# Valeriana comosa
Valeriana comosa là một loài thực vật có hoa trong họ Kim ngân. Loài này được Eriksen miêu tả khoa học đầu tiên năm 1991.